# Lago Paimún

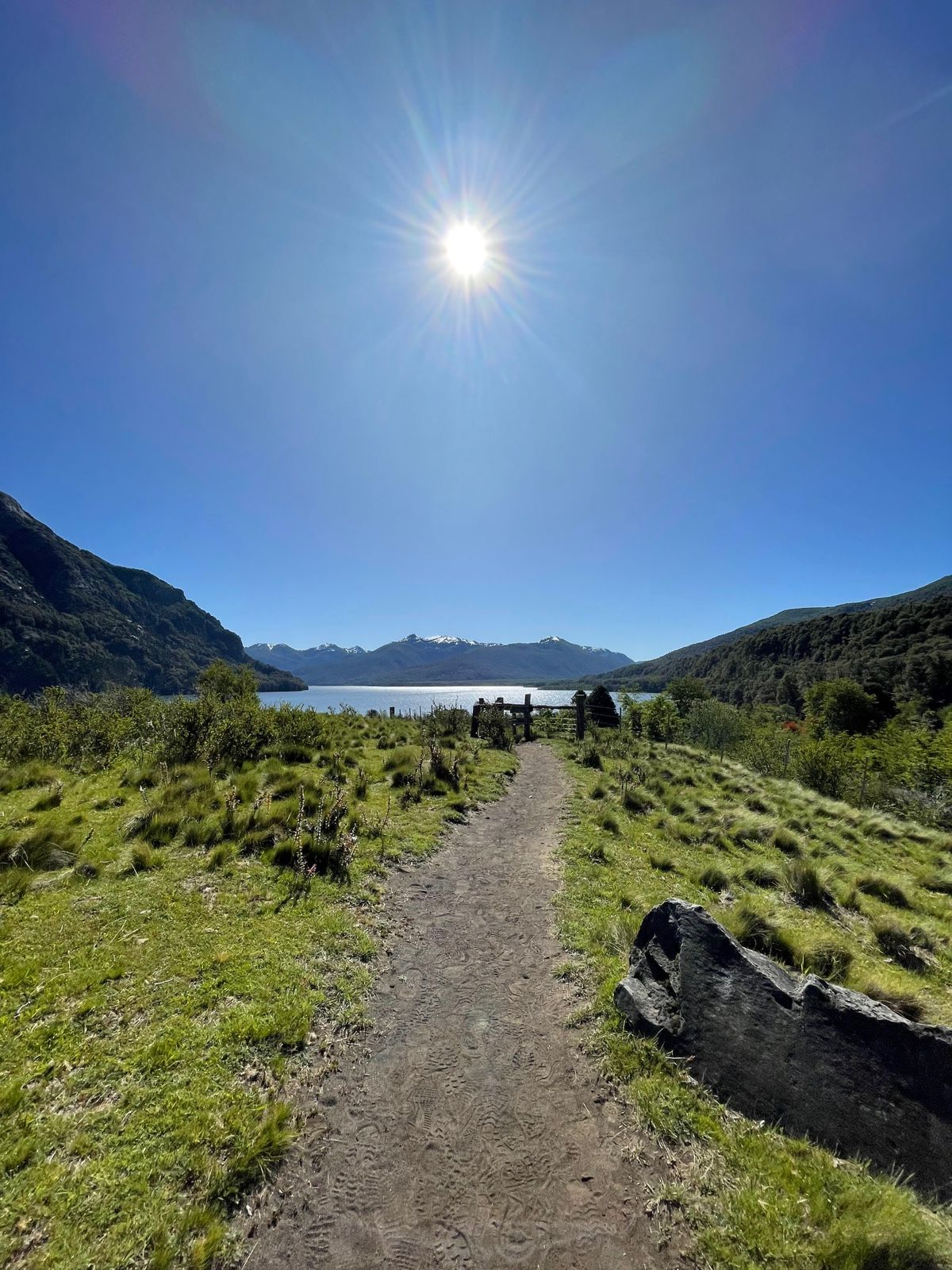
El Paimún es un lago ubicado en el departamento Huiliches de la provincia del Neuquén, Argentina. Su nombre significa "mucha barba".

Paimún es un lago ubicado en el departamento Huiliches de la provincia del Neuquén, Argentina.
Su nombre significa "mucha barba", o también se lo interpreta como "corre tranquilo". Es un lago de 16 km², rodeado de montañas nevadas y frondosos bosques, donde habita una variada fauna, rica en ciervos colorados, zorros, jabalíes, liebres, nutrias, caranchos, etc.
Se encuentra unido al lago Huechulafquen por una angostura de un centenar de metros. En cierto sentido, es un brazo del mismo lago, pero la tradición lo identifica como un lago aparte. Desde casi cualquier punto del lago se puede observar el cercano e imponente volcán Lanín, que da el nombre al parque nacional Lanín, dentro del cual se encuentra este lago.
Sus costas al norte son planas, de arena volcánica oscura y muy buenas para hacer playa; mientras que en el este son acantiladas. Este punto era utilizado antiguamente como paso desde Chile por el sur del Volcán Lanín. Esta zona desde el lago Huechulafquen hasta el Paimún es ideal para caminatas, camping y pesca.
Sobre la costa del lago existe, un destacamento de Gendarmería, un camping organizado y una hostería.

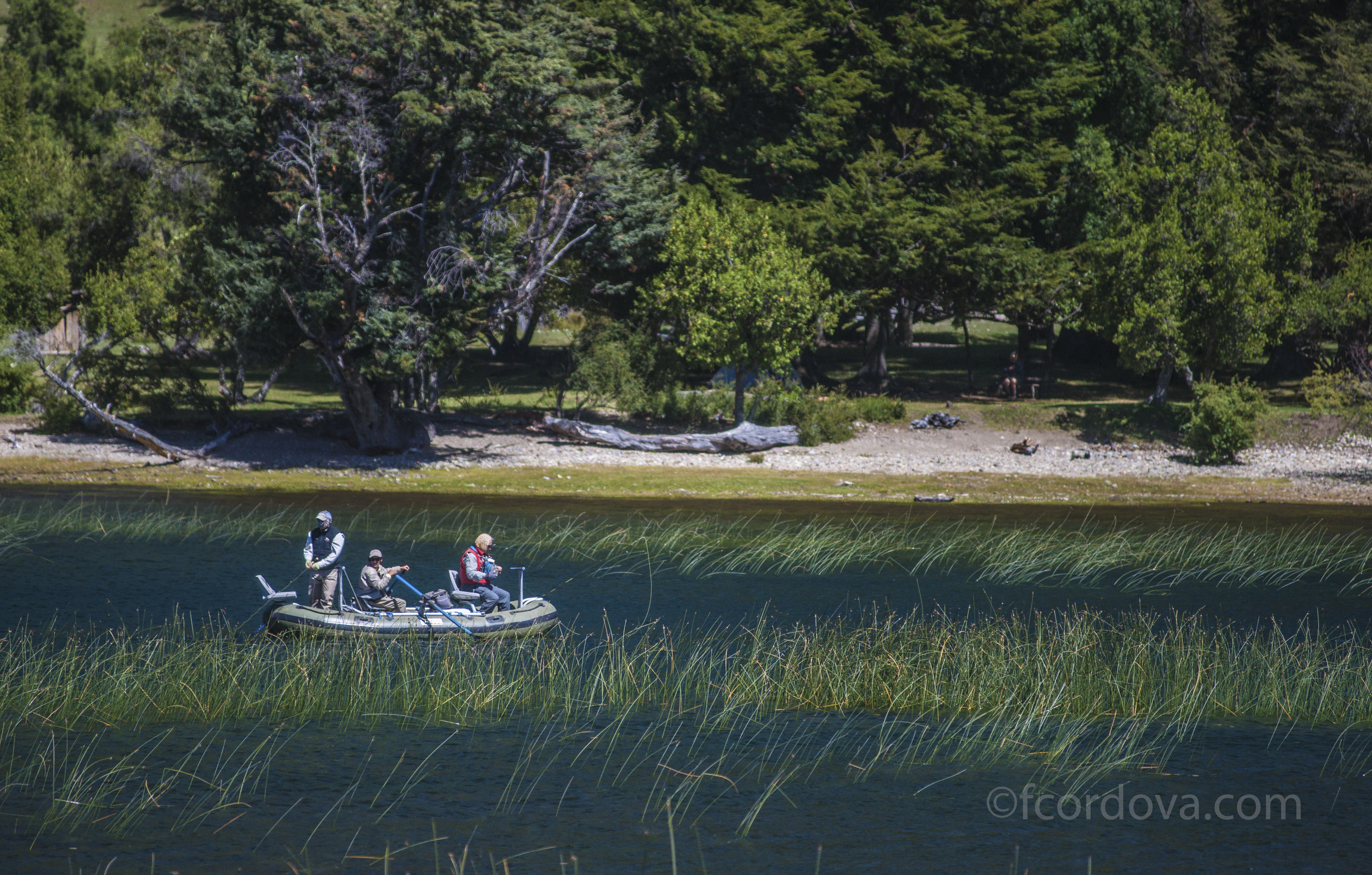
Pesca en desembocadura

- Datos: Q3215123
- Multimedia: Lago Paimún / Q3215123